# Elias Sørensen
Elias Fritjof Grænge Sørensen (Sjunkeby, 18 september 1999) is een Deens voetballer uitkomend voor Esbjerg fB.

## Carrière
Elias Sørensen speelde in de jeugd van HB Køge, waar hij op 8 mei 2016 tegen Silkeborg IF zijn debuut in de 1. division maakte. Bij zijn debuut was hij 16 jaar, en pakte hij het record voor jongste speler die ooit in actie kwam bij deze club. In het begin van het seizoen erna, 2016/17, vertrok hij na een stage naar Newcastle United FC. Hier speelde hij tot op heden vooral in jeugdteams en het tweede elftal. In het seizoen 2018/19 werd hij een korte periode aan Blackpool FC verhuurd, waar hij eenmaal in de League One speelde, tegen Wycombe Wanderers FC. De eerste helft van het seizoen 2019/20 werd hij aan Carlisle United FC verhuurd, waar hij vaker in actie kwam. In de tweede seizoenshelft van dit seizoen zat hij voor het eerst bij de selectie van Newcastle United, tijdens de bekerwedstrijden tegen Rochdale AFC en Oxford United FC, maar tot een debuut kwam het niet. In het seizoen 2020/21 wordt Sørensen aan Almere City FC verhuurd. In 23 wedstrijden weet hij tot 5 goals en 4 assists te komen in de Keuken Kampoen Divisie. Hierna maakt Sørensen de overstap naar Esbjerg fB, uitkomend in de 2. Division, het tweede niveau van Denemarken.

### Statistieken
| Seizoen                       | Club                 | Land           | Competitie     | Competitie | Competitie | Beker | Beker | Totaal | Totaal |
| Seizoen                       | Club                 | Land           | Competitie     | Wed.       | Dlp.       | Wed.  | Dlp.  | Wed.   | Dlp.   |
| ----------------------------- | -------------------- | -------------- | -------------- | ---------- | ---------- | ----- | ----- | ------ | ------ |
| 2015/16                       | HB Køge              | Denemarken     | 1. division    | 3          | 0          | 0     | 0     | 3      | 0      |
| 2016/17                       | HB Køge              | Denemarken     | 1. division    | 2          | 0          | 0     | 0     | 2      | 0      |
| 2016/17                       | Newcastle United FC  | Engeland       | Championship   | 0          | 0          | 0     | 0     | 0      | 0      |
| 2017/18                       | Newcastle United FC  | Engeland       | Premier League | 0          | 0          | 0     | 0     | 0      | 0      |
| 2018/19                       | Newcastle United FC  | Engeland       | Premier League | 0          | 0          | 0     | 0     | 0      | 0      |
| 2018/19                       | → Blackpool FC       | Engeland       | League One     | 1          | 0          | 0     | 0     | 1      | 0      |
| 2019/20                       | → Carlisle United FC | Engeland       | League Two     | 8          | 0          | 4     | 0     | 12     | 0      |
| 2019/20                       | Newcastle United FC  | Engeland       | Premier League | 0          | 0          | 0     | 0     | 0      | 0      |
| 2020/21                       | → Almere City FC     | Nederland      | Eerste divisie | 4          | 2          | 0     | 0     | 4      | 2      |
| Carrièretotaal                | Carrièretotaal       | Carrièretotaal | Carrièretotaal | 18         | 2          | 4     | 0     | 22     | 2      |
| Bijgewerkt op 7 november 2020 |                      |                |                |            |            |       |       |        |        |